# Viaduc sur le Tage
Le viaduc sur le Tage est un pont ferroviaire espagnol franchissant le Tage à Garrovillas de Alconétar, dans la province de Cáceres, en Estrémadure. Long de 1 488 mètres, ce pont en arc porte la LGV Madrid - Estrémadure.